# Општина Рашка
Општина Рашка је једна од општина у Републици Србији. Налази се у југозападном делу Србије, у Рашком округу. Према подацима са последњег пописа 2022. године у општини је живело 21.498 становника (према попису из 2011. било је 24.678 становника).

## Географија
Општина захвата средишни део Ибарске долине, западне делове Копаоника и источне падине Голије. Долином Ибра је на северу повезано са Западним Поморављем и Шумадијом, на југу са Косовом и Метохијом, на истоку долином Јошанице, десном притоком Ибра, са Александровачком жупом и Топлицом, и на југозападу долином реке Рашке са Црном Гором. Простире се на површини од 670 km².

## Клима
Клима је умерено континентална. Хидрографска мрежа је густа, јер на 1 km² територије општине Рашка долази 550 m водених токова. Простор обилује хидролошким природним реткостима, које чине: радиоактивни извори, језера, врела и термални извори.

## Привреда
Водеће гране привреде су индустрија и рударство, туризам и пољопривреда. Најзначајнији производи индустрије који су тражени и на светском тржишту су магнезијум метал, безалкално стаклено влакно и резана грађа. Рудно богатство општине је разноврсно (камени угаљ, азбест, олово, цинк, борни минерали итд). Процес индустријализације започет је крајем седамдесетих и почетком осамдесетих година 20. века.
С обзиром на брдско-планински карактер подручја ослонац пољопривредне производње је сточарство и воћарство.

## Демографија
Општина је према попису из 2011. године углавном насељена Србима.
| Етнички састав према попису из 2011.‍ | Етнички састав према попису из 2011.‍ | Етнички састав према попису из 2011.‍ | Етнички састав према попису из 2011.‍ | Етнички састав према попису из 2011.‍ |
| ------------------------------------ | ------------------------------------ | ------------------------------------ | ------------------------------------ | ------------------------------------ |
|                                      |                                      |                                      |                                      |                                      |
| Срби                                 | Срби                                 |                                      | 24.135                               | 97,80%                               |
| остали                               | остали                               |                                      | 543                                  | 2,20%                                |

## Култура
Као средишни део старе средњовековне српске државе Рашке, општина Рашка поседује бројне споменике српске средњовековне културе и писмености, међу којима су најпознатији манастири Градац, Стара и Нова Павлица, Кончул, као и многе цркве изграђене у периоду од 12. до 14. века.
Рашка има богату традицију културног и духовног стваралаштва и велики број признатих културних стваралаца у различитим областима духовности.

## Галерија
- Рашка
- Рашка
- Манастир Градац
- Градац, очна Бања
- Голија
- Катина бара
- Стари град Брвеник
- Семетешко језеро
- Река Ибар
- Копаоник — Небеске столице
- Копаоник
- Kањон реке Самоковке — Копаоник
- Црква Светог Николе у Баљевцу
- Бела Стена
- Варево
- Гњилица
- Црква у селу Ивање на Голији
- Јошаничка Бања, старо купатило
- Ковачи
- Копривница, родна кућа Милунке Савић
- Кућане
- Милатковиће
- Нова Павлица
- Стара Павлица
- Радошиће
- Црква у селу Ржана на Голији
- Саковићи
- Супње
- Црква Светог архиђакона Стефана, Тлачина
- Црква Свете Петке, Трнава